# オーダーメイド (曲)
「オーダーメイド」は、RADWIMPSが2008年1月23日に発売したメジャー6枚目、通算9枚目のシングルである。

## 概要
- 前作『セツナレンサ』より約1年2か月ぶりのシングル。CDトレイからCDを取ったところに「グーの音」の歌詞を掲載している。RADWIMPSとしては、東芝EMIがEMIミュージック・ジャパンに社名変更後初となる作品である。
- 同週にリリースしたケツメイシらを押さえ、バンド初のオリコン週間チャート1位を獲得した。

## 収録内容
| 全作詞・作曲: 野田洋次郎、全編曲: RADWIMPS。 |                    |            |            |      |
| #                                            | タイトル           | 作詞       | 作曲・編曲 | 時間 |
| 1.                                           | 「オーダーメイド」 | 野田洋次郎 | 野田洋次郎 | 5:53 |
| 2.                                           | 「グーの音」       | 野田洋次郎 | 野田洋次郎 | 2:49 |
| 合計時間:                                    | 合計時間:          | 8:50       |            |      |

## 楽曲詳細
オーダーメイド
曲の一部が8分の6拍子である。
歌詞は「自分」と相手が対話する内容となっている。対話の相手は「過去の自分」「彼女」「神様」「親」などの諸説が飛び交っていたが、実際はCD発売前に某雑誌の取材で「対話の相手は神様」と野田が明言している。PVに出演している女性は高木希。
グーの音
読み方は「ぐーのね」。全英語詞。曲名は「ぐうの音もでない」という言葉から来ている。

## ライブ
本作発売後の2008年7月31日に本作を引っ提げたライブ『RADWIMPS LIVE 2008 オーダーメイドライブ』が沖縄にて開催された。
| 日程              | 開場/開演   | 都道府県 | 会場             |
| ----------------- | ----------- | -------- | ---------------- |
| 2008年7月31日(木) | 18:00/19:00 | 沖縄県   | 沖縄ナムラホール |

## 参加ミュージシャン

### RADWIMPS
野田洋次郎 - Vocal & Guitar
桑原彰 - Guitar & Chorus
武田祐介 - Bass & Chorus
山口智史 - Drums & Chorus